# MIGC
MIGC — трубопровід у штаті Вайомінг, який постачає природний газ до ряду потужних газопровідних систем.
Система MIGC обслуговує родовища одного із басейнів Скелястих гір — Паудер-Рівер, розташованого на південному сході Вайомінгу. Основна ділянка проходить у меридіональному напрямку від Recluse на півночі до Glenrock на півдні. У першому пункті створений інтерконектор з газопровідною системою WBI Energy Transmission (транспортує блакитне паливо у східному напрямку до Північної Дакоти), у другому — з Wyoming Interstate Company (пов'язує численні газові хаби Вайомінгу та Колорадо), Colorado Interstate Gas та Tallgrass Interstate Gas Transmission (транспортування газу у південно-східному напрямку до Канзасу).
Система MIGC має довжину 256 миль та максимальну пропускну здатність до 1,8 млрд м3 на рік. Одним із джерел її наповнення є газопереробний завод Hilight, який має газозбірну мережу довжиною понад 1100 миль.
Можливо також вказати, що суттєва частина газу, котрий транспортується через MIGC, є метаном вугільних пластів, видобуток з яких поширений у басейні Паудер-Рівер.